# Temporada 2022 de Indy Lights
La temporada 2022 de Indy Ligths fue la 36.ª edición de dicho campeonato. Comenzó el 27 de febrero en San Petersburgo y finalizó el 11 de septiembre en Monterrey.
El sueco Linus Lundqvist fue el ganador del Campeonato de Pilotos, Hunter McElrea fue el Novato del Año, y Andretti Autosport se quedó con el Campeonato de Equipos.

## Equipos y pilotos
Los equipos y pilotos para la temporada 2022 fueron los siguientes:
| Equipo                                   | N.º | Pilotos             | Estado | Rondas |
| ---------------------------------------- | --- | ------------------- | ------ | ------ |
| Abel Motorsports                         | 11  | Antonio Serravalle  |        | 1-2    |
| Abel Motorsports                         | 15  | Flinn Lazier        |        | 12-14  |
| Abel Motorsports                         | 51  | Jacob Abel          | R      | Todas  |
| Abel Motorsports                         | 61  | Ryan Phinny         |        | 3-6    |
| Andretti Autosport                       | 2   | Sting Ray Robb      |        | Todas  |
| Andretti Autosport                       | 27  | Hunter McElrea      | RY     | Todas  |
| Andretti Autosport                       | 28  | Christian Rasmussen | R      | Todas  |
| Andretti Autosport                       | 83  | Matthew Brabham     |        | Todas  |
| Force Indy                               | 99  | Ernie Francis Jr.   | R      | Todas  |
| Global Racing Group with HMD Motorsports | 24  | Benjamin Pedersen   |        | Todas  |
| HMD Motorsports with Dale Coyne Racing   | 7   | Christian Bogle     |        | Todas  |
| HMD Motorsports with Dale Coyne Racing   | 11  | Antonio Serravalle  |        | 3-9    |
| HMD Motorsports with Dale Coyne Racing   | 11  | James Roe Jr.       | R      | 10-11  |
| HMD Motorsports with Dale Coyne Racing   | 11  | Nolan Siegel        |        | 13-14  |
| HMD Motorsports with Dale Coyne Racing   | 21  | Kyffin Simpson      | R      | 9-14   |
| HMD Motorsports with Dale Coyne Racing   | 26  | Linus Lundqvist     |        | Todas  |
| HMD Motorsports with Dale Coyne Racing   | 59  | Manuel Sulaimán     | R      | 1-2    |
| HMD Motorsports with Dale Coyne Racing   | 68  | Danial Frost        |        | Todas  |
| TJ Speed Motorsports                     | 12  | James Roe Jr.       | R      | 1-9    |
| TJ Speed Motorsports                     | 21  | Kyffin Simpson      | R      | 1-8    |

| Icono | Leyenda                   |
| ----- | ------------------------- |
| R     | Elegible a Novato del año |
| RY    | Novato del año            |

## Calendario
| Rd.     | Fecha            | Circuito                                   | Ciudad                   |
| ------- | ---------------- | ------------------------------------------ | ------------------------ |
| 1       | 27 de febrero    | R Circuito callejero de San Petersburgo    | San Petersburgo, Florida |
| 2       | 1 de amyo        | R Barber Motorsports Park                  | Birmingham, Alabama      |
| 3       | 13 de mayo       | R Indianapolis Motor Speedway              | Speedway, Indiana        |
| 4       | 14 de mayo       | R Indianapolis Motor Speedway              | Speedway, Indiana        |
| 5       | 4 de junio       | R Circuito callejero de Detroit            | Detroit, Míchigan        |
| 6       | 5 de junio       | R Circuito callejero de Detroit            | Detroit, Míchigan        |
| 7       | 12 de junio      | R Road America                             | Elkhart Lake, Wisconsin  |
| 8       | 3 de julio       | R Mid-Ohio Sports Car Course               | Lexington, Ohio          |
| 9       | 23 de julio      | O Iowa Speedway                            | Newton, Iowa             |
| 10      | 7 de agosto      | R Circuito callejero de Nashville          | Nashville, Tennessee     |
| 11      | 20 de agosto     | O World Wide Technology Raceway at Gateway | Madison, Illinois        |
| 12      | 4 de septiembre  | R Portland International Raceway           | Portland, Oregón         |
| 13      | 10 de septiembre | R WeatherTech Raceway Laguna Seca          | Monterrey, California    |
| 14      | 11 de septiembre | R WeatherTech Raceway Laguna Seca          | Monterrey, California    |
| Fuente: |                  |                                            |                          |

| Icono | Leyenda                       |
| ----- | ----------------------------- |
| R     | Circuitos mixtos y callejeros |
| O     | Óvalos                        |

## Resultados
| Ronda | Ronda                                    | Pole Position       | Vuelta rápida       | Piloto ganador      | Escudería ganadora                       |
| ----- | ---------------------------------------- | ------------------- | ------------------- | ------------------- | ---------------------------------------- |
| 1     | Circuito callejero de San Petersburgo    | Hunter McElrea      | Christian Rasmussen | Matthew Brabham     | Andretti Autosport                       |
| 2     | Barber Motorsports Park                  | Linus Lundqvist     | Christian Rasmussen | Linus Lundqvist     | HMD Motorsports with Dale Coyne Racing   |
| 3     | Indianapolis Motor Speedway              | Linus Lundqvist     | Linus Lundqvist     | Danial Frost        | HMD Motorsports with Dale Coyne Racing   |
| 4     | Indianapolis Motor Speedway              | Linus Lundqvist     | Matthew Brabham     | Linus Lundqvist     | HMD Motorsports with Dale Coyne Racing   |
| 5     | Circuito callejero de Detroit            | Linus Lundqvist     | Linus Lundqvist     | Linus Lundqvist     | HMD Motorsports with Dale Coyne Racing   |
| 6     | Circuito callejero de Detroit            | Linus Lundqvist     | Linus Lundqvist     | Linus Lundqvist     | HMD Motorsports with Dale Coyne Racing   |
| 7     | Road America                             | Sting Ray Robb      | Sting Ray Robb      | Christian Rasmussen | Andretti Autosport                       |
| 8     | Mid-Ohio Sports Car Course               | Hunter McElrea      | Hunter McElrea      | Hunter McElrea      | Andretti Autosport                       |
| 9     | Iowa Speedway                            | Hunter McElrea      | Matthew Brabham     | Hunter McElrea      | Andretti Autosport                       |
| 10    | Circuito callejero de Nashville          | Linus Lundqvist     | Sting Ray Robb      | Linus Lundqvist     | HMD Motorsports with Dale Coyne Racing   |
| 11    | World Wide Technology Raceway at Gateway | Linus Lundqvist     | Benjamin Pedersen   | Matthew Brabham     | Andretti Autosport                       |
| 12    | Portland International Raceway           | Benjamin Pedersen   | Matthew Brabham     | Benjamin Pedersen   | Global Racing Group with HMD Motorsports |
| 13    | WeatherTech Raceway Laguna Seca          | Sting Ray Robb      | Sting Ray Robb      | Sting Ray Robb      | Andretti Autosport                       |
| 14    | WeatherTech Raceway Laguna Seca          | Christian Rasmussen | Sting Ray Robb      | Christian Rasmussen | Andretti Autosport                       |

## Clasificaciones

### Sistema de puntuación
| Position | 1.º | 2.º | 3.º | 4.º | 5.º | 6.º | 7.º | 8.º | 9.º | 10.º | 11.º | 12.º | 13.º | 14.º | 15.º | 16.º | 17.º | 18.º | 19.º | 20.º |
| Points   | 50  | 40  | 35  | 32  | 30  | 28  | 26  | 24  | 22  | 20   | 19   | 18   | 17   | 16   | 15   | 14   | 13   | 12   | 11   | 10   |

### Campeonato de Pilotos
| Pos. | Piloto                | STP  | ALA | IMS | IMS | DET | DET | ROA | MOH | IOW | NSH  | GAT | POR | LAG | LAG | Puntos |
| ---- | --------------------- | ---- | --- | --- | --- | --- | --- | --- | --- | --- | ---- | --- | --- | --- | --- | ------ |
| 1    | Linus Lundqvist       | 3    | 1L* | 5L  | 1L* | 1L* | 1L* | 4   | 3   | 4L  | 11L* | 2L* | 3   | 6   | 4   | 575    |
| 2    | Sting Ray Robb        | 4    | 3   | 3   | 3   | 11  | 3   | 2L  | 5   | 5   | 2    | 6   | 6   | 1L* | 2   | 483    |
| 3    | Matthew Brabham       | 1L   | 7   | 10  | 9   | 3   | 4   | 6   | 2   | 3   | 4    | 1L  | 2   | 8   | 3   | 471    |
| 4    | Hunter McElrea RY     | 14L  | 12  | 2L  | 6   | 12  | 2   | 3   | 1L* | 1L* | 3    | 5   | 5   | 3   | 8   | 460    |
| 5    | Benjamin Pedersen     | 2    | 2   | 11  | 4   | 2   | 6   | 11  | 6   | 9   | 6    | 3   | 1L* | 5   | 6   | 444    |
| 6    | Christian Rasmussen R | 12L* | 11  | 4L  | 2   | 13  | 13  | 1L* | 4   | 2   | 5    | 12  | 7   | 2   | 1L* | 440    |
| 7    | Danial Frost          | 5    | 4   | 1L* | 7   | 10  | 5   | 8   | 13  | 7   | 10   | 4   | 10  | 7   | 7   | 382    |
| 8    | Jacob Abel R          | 10   | 6   | 8   | 5   | 14  | 12  | 5   | 11  | 6   | 9    | 7   | 4   | 4   | 5   | 355    |
| 9    | Kyffin Simpson R      | 11   | 5   | 12  | 8   | 5   | 7   | 9   | 9   | 11  | 8    | 10  | 9   | 12  | 12  | 312    |
| 10   | Ernie Francis Jr. R   | 7    | 8   | 9   | 10  | 9   | 10  | 10  | 10  | 8   | 11   | 9   | 8   | 11  | 13  | 299    |
| 11   | Christian Bogle       | 9    | 14  | 7   | 14  | 4   | 14  | 12  | 7   | 10  | 7    | 11  | 11  | 9   | 10  | 298    |
| 12   | James Roe Jr. R       | 13   | 13  | 13  | 13  | 7   | 9   | 7   | 12  | 13  | 12   | 8   |     |     |     | 219    |
| 13   | Antonio Serravalle    | 8    | 9   | 6   | 11  | 6   | 8   | 13  | 8   | 12  |      |     |     |     |     | 204    |
| 14   | Ryan Phinny           |      |     | 14  | 12  | 8   | 11  |     |     |     |      |     |     |     |     | 77     |
| 15   | Flinn Lazier          |      |     |     |     |     |     |     |     |     |      |     | 12  | 13  | 11  | 54     |
| 16   | Manuel Sulaimán R     | 6    | 10  |     |     |     |     |     |     |     |      |     |     |     |     | 48     |
| 17   | Nolan Siegel          |      |     |     |     |     |     |     |     |     |      |     |     | 10  | 9   | 42     |
| Pos. | Piloto                | STP  | ALA | IMS | IMS | DET | DET | ROA | MOH | IOW | NSH  | GAT | POR | LAG | LAG | Puntos |

| Color   | Resultado                    |
| ------- | ---------------------------- |
| Oro     | Ganador                      |
| Plata   | 2.º lugar                    |
| Bronce  | 3.er lugar                   |
| Verde   | 4.º y 5.º lugar (top 5)      |
| Celeste | 6.º a 10.º lugar (top 10)    |
| Azul    | Finalizó (afuera del top 10) |
| Violeta | No terminó                   |
| Rojo    | DNQ - No se clasificó        |
| Marrón  | Wth - Retirado               |
| Negro   | DSQ - Descalificado          |
| Blanco  | DNS - No empezó              |
| Blanco  | C - Carrera cancelada        |

| Estado  | Resultado                                |
| ------- | ---------------------------------------- |
| Negrita | Pole position                            |
| Cursiva | Vuelta rápida                            |
| L       | Lideró al menos una vuelta de la carrera |
| *       | Quien lideró más vueltas en la carrera   |
| RY      | Novato del Año                           |
| R       | Novato                                   |

### Campeonato de Equipos
| Pos. | Escudería                                | Equipo |
| ---- | ---------------------------------------- | ------ |
| 1    | Andretti Autosport                       | 454    |
| 2    | HMD Motorsports with Dale Coyne Racing   | 406    |
| 3    | Global Racing Group with HMD Motorsports | 237    |
| 4    | Abel Motorsports                         | 163    |
| 5    | Force Indy                               | 119    |
| 6    | TJ Speed Motorsports                     | 92     |